# Holmy Srednie
Die Holmy Srednie (englische Transkription von russisch Холмы Средние Cholmy Srednije, deutsch ‚Mittelhügel‘) sind ein Hügel auf der Ostrov Srednij, die zu den Taylor-Inseln im ostantarktischen Highjump-Archipel gehört.
Russische Wissenschaftler benannten ihn in Anlehnung an die Benennung der Insel, auf der er sich befindet.